# Carl Schubart

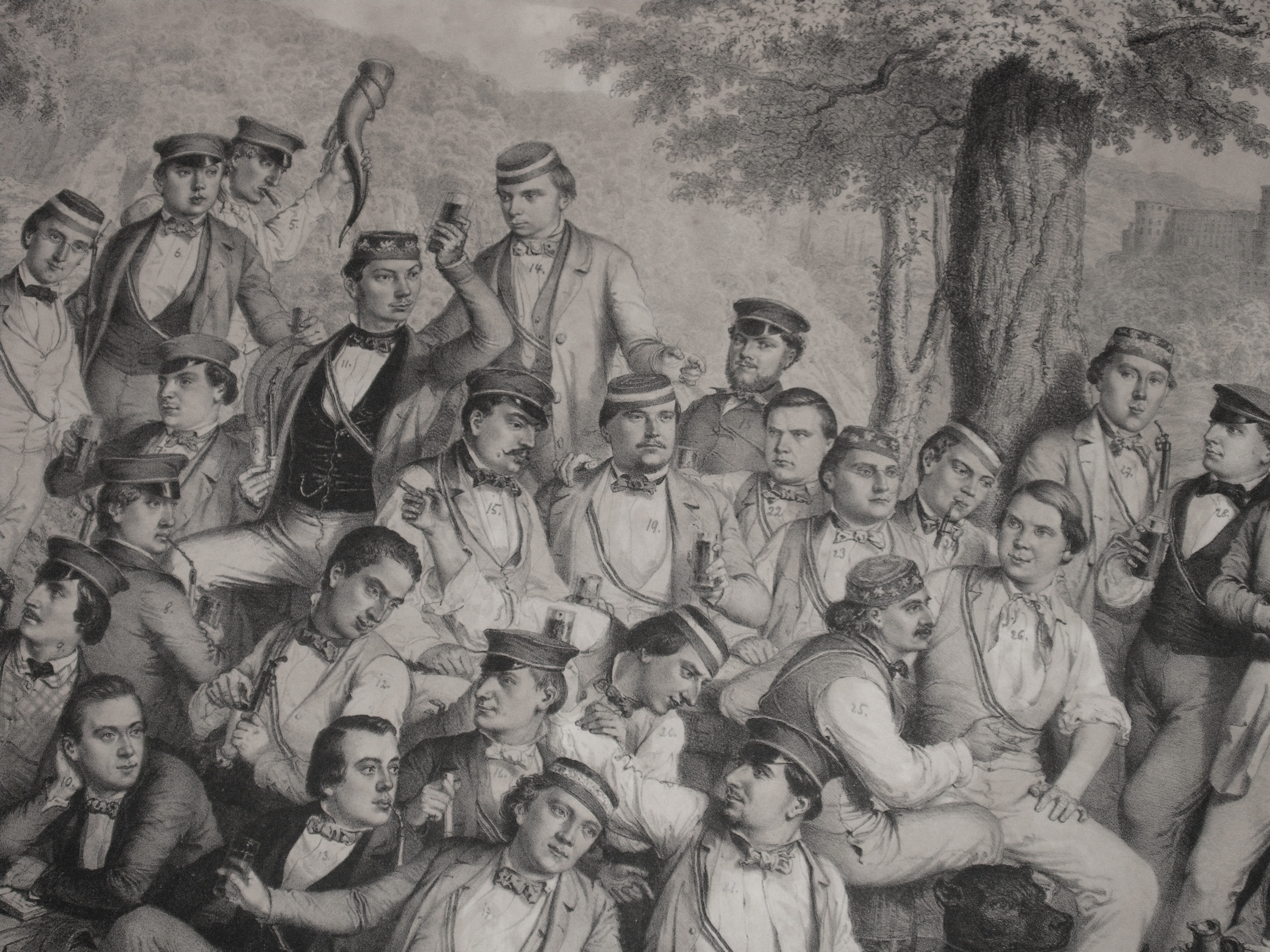
Carl Schubart: Semesterlithographie des Corps Rhenania Heidelberg (1852), Ausschnitt

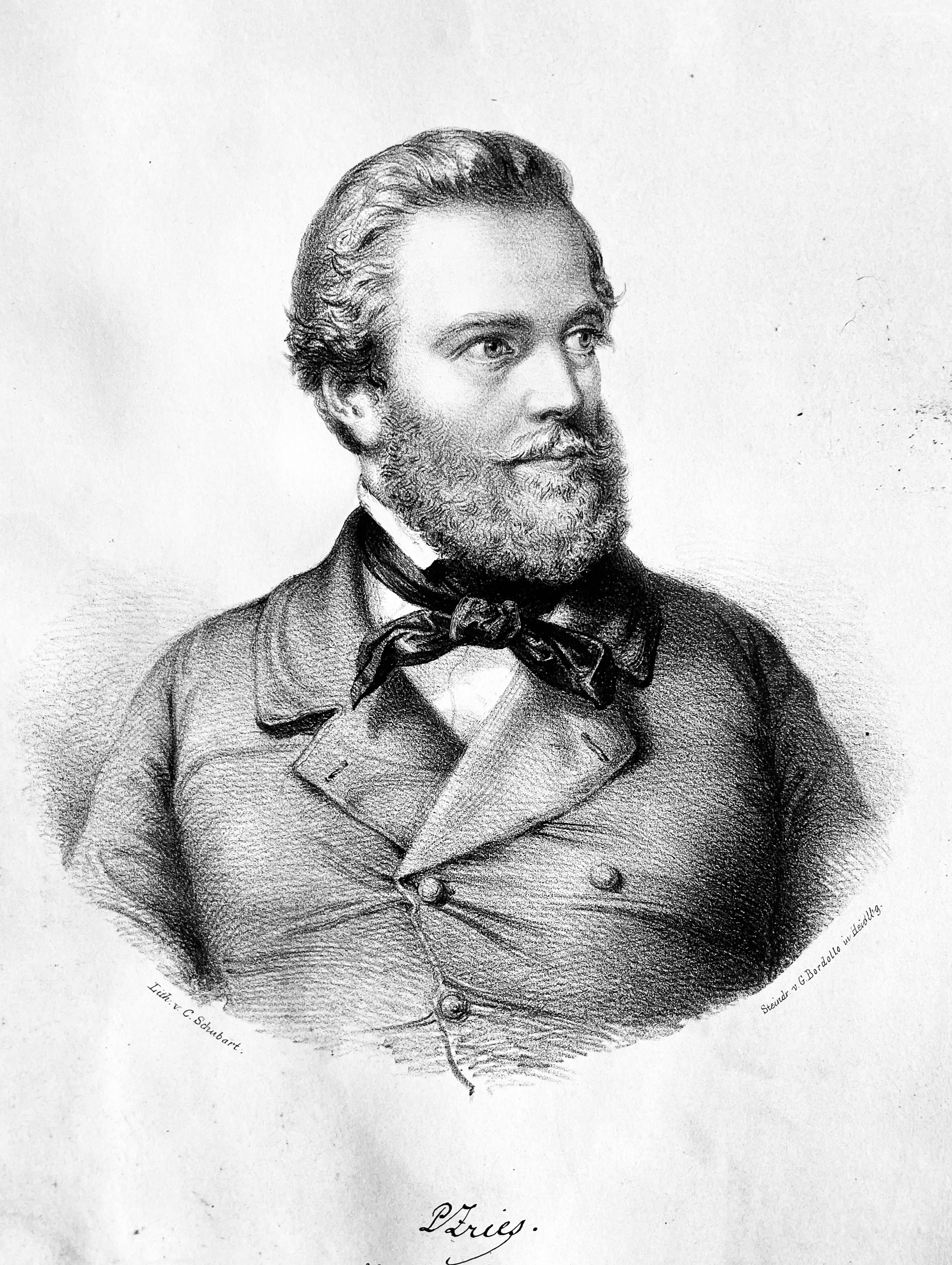
Signierte Lithografie, Porträt des Peter Fries

Carl Ludwig Schubart (* 16. Juli 1820 in Frankenthal (Pfalz); † 17. März 1889 in Speyer) war ein deutscher Maler und Lithograf.

## Leben
Schubart war ein Sohn des Stadtschreibers Johann Paul Friedrich Schubart. Er besuchte die Volksschule und das Progymnasium in seiner Heimatstadt Frankenthal und studierte 1834 bis 1837 an der Kunstschule in Stuttgart bei Johann Heinrich Dannecker. 1840 ermöglichte ihm ein Stipendium die Fortsetzung seiner Studien an der Kunstakademie in München (u. a. bei Peter von Cornelius und Wilhelm von Kaulbach). Ab 1844 hielt er sich wieder in der Pfalz auf. 1848/49 stand er der revolutionären Bewegung nahe und porträtierte Aufständische wie Gustav Struve. 1852 bis 1853 sind Arbeiten in Heidelberg, Gießen und Würzburg nachweisbar.
Nach einem Aufenthalt in den Niederlanden ließ sich Schubart 1856 zeitweilig als Porträtist und Theatermaler in Sankt Petersburg nieder, das er aber aus gesundheitlichen Gründen wieder verließ. 1863 bewarb er sich um eine Professur an der Kunstakademie von Valenciennes, erhielt eine Silbermedaille und den Professorentitel, aber keinen Lehrauftrag. 1864 wurde er Zeichenlehrer am Gymnasium in Zweibrücken, 1874 am Gymnasium und an der Töchterschule in Speyer.
Schubarts Werk ist größtenteils verschollen. Arbeiten aus seiner Hand (überwiegend Lithografien und Zeichnungen) befinden sich im Erkenbert-Museum der Stadt Frankenthal, im Kurpfälzischen Museum in Heidelberg, in den Archiven der Corps Rhenania Heidelberg und Teutonia Gießen sowie im Institut für Hochschulkunde an der Universität Würzburg.